# Nazionale olimpica di calcio della Romania
La nazionale olimpica rumena di calcio è la rappresentativa calcistica della Romania che rappresenta l'omonimo stato ai giochi olimpici.

## Storia
La nazionale olimpica romena esordisce nel a Helsinki 1952; nel turno di qualificazione viene subito eliminata dall'Ungheria .
A Tokyo 1964 supera invece i gironi, con 5 punti in tre partite. Ai Quarti viene nuovamente eliminata dall'Ungheria per 0-2. Curiosamente, in entrambe le edizioni, la nazionale magiara ha affrontato la Romania e poi vinto l'oro. Ritorna a Tokyo 2020 in cui vince 1-0 contro l'Honduras, ma perde poi 0-4 contro la Corea del Sud e pareggia 0-0 contro la Nuova Zelanda e viene eliminata.

## Statistiche dettagliate sui tornei internazionali

### Giochi olimpici
| Anno | Luogo             | Piazzamento             | V | N | P | Gol |
| ---- | ----------------- | ----------------------- | - | - | - | --- |
| 1952 | Helsinki          | Turno di qualificazione | 0 | 0 | 1 | 1:2 |
| 1956 | Melbourne         | Ritirata                | - | - | - | -   |
| 1960 | Roma              | Non qualificata         | - | - | - | -   |
| 1964 | Tokyo             | Quarti di finale        | 2 | 1 | 1 | 5:4 |
| 1968 | Città del Messico | Non qualificata         | - | - | - | -   |
| 1972 | Monaco di Baviera | Non qualificata         | - | - | - | -   |
| 1976 | Montréal          | Non qualificata         | - | - | - | -   |
| 1980 | Mosca             | Non qualificata         | - | - | - | -   |
| 1984 | Los Angeles       | Non qualificata         | - | - | - | -   |
| 1988 | Seul              | Non qualificata         | - | - | - | -   |
| 1992 | Barcellona        | Non qualificata         | - | - | - | -   |
| 1996 | Atlanta           | Non qualificata         | - | - | - | -   |
| 2000 | Sydney            | Non qualificata         | - | - | - | -   |
| 2004 | Atene             | Non qualificata         | - | - | - | -   |
| 2008 | Pechino           | Non qualificata         | - | - | - | -   |
| 2012 | Londra            | Non qualificata         | - | - | - | -   |
| 2016 | Rio de Janeiro    | Non qualificata         | - | - | - | -   |
| 2020 | Tokyo             | Primo turno             | 1 | 1 | 1 | 1:4 |
| 2024 | Parigi            | Non qualificata         | - | - | - | -   |

## Tutte le rose

### Giochi olimpici
Calcio ai Giochi Olimpici Estivi 19521 Crîsnic, 2 Farmati, 3 Călinoiu, 4 Bodo, 5 Petschovschi, 6 Kovács, 8 F. Zavoda, 9 Serfözö, 10 Iordache, 11 Paraschiva, 13 Bone, 15 Ozon, 17 Suru, 18 Voinescu, 19 V. Zavoda, 20 Ritter, CT: Popescu
Calcio ai Giochi Olimpici Estivi 19641 Datcu, 2 Greavu, 3 Nunweiller, 4 Hălmăgeanu, 5 Jenei, 6 Coe, 7 Avram, 8 Constantin, 9 Ionescu, 10 Kosza, 11 Crăiniceanu, 12 Andrei, 13 Petescu, 14 Ivan, 15 Petru, 16 Georgescu, 17 Pîrcălab, 18 Dumitriu, 19 Pavlovici, 20 Adamache, CT: Ploeșteanu
Calcio ai Giochi Olimpici Estivi 20201 Popa, 2 Boboc, 3 Ștefan, 4 Pașcanu, 5 Băluță, 6 Ghiță, 7 I. Gheorghe, 8 Marin, 9 Ganea, 10 Ciobanu, 11 V. Gheorghe, 12 Aioani, 13 Florescu, 14 Rațiu, 15 Chindriș, 16 Deaconu, 17 Grigore, 18 Dulca, 19 Sîntean, 20 Dobre, 21 Sefer, 22 Târnovanu, CT: Rădoi
NOTA: Per le informazioni sulle rose precedenti al 1952 visionare la pagina della Nazionale maggiore.